# Domenico Corti
Domenico Corti (Vergobbio (Varese), 1783 – Trieste, 23 ottobre 1842) è stato un architetto italiano.
Si dedicò alla costruzione di molti edifici nella la città di Trieste, come il Borgo Giuseppino (nel borgo gli è anche dedicata una via), il Palazzo Vivante in largo Papa Giovanni XXIII e l'Ospedale Maggiore in piazza dell'Ospitale.